# Chrysopa gasteria
Chrysopa gasteria is een insect uit de familie van de gaasvliegen (Chrysopidae), die tot de orde netvleugeligen (Neuroptera) behoort. 
Chrysopa gasteria is voor het eerst wetenschappelijk beschreven door Navás in 1917.